# Харлан (Ајова)
Харлан (енгл. Harlan) град је у америчкој савезној држави Ајова. По попису становништва из 2010. у њему је живело 5.106 становника.

## Демографија
Према попису становништва из 2010. у граду је живело 5.106 становника, што је -176 (-3.3%) становника више него 2000. године.
| Група             | 2000.         | 2010.         |
| Белци             | 5.169 (97,9%) | 4.891 (95,8%) |
| Афроамериканци    | 4 (0,1%)      | 24 (0,5%)     |
| Азијати           | 25 (0,5%)     | 32 (0,6%)     |
| Хиспаноамериканци | 33 (0,6%)     | 96 (1,9%)     |
| Укупно            | 5.282         | 5.106         |